# Nachrichtendienst des Deutschen Vereins für öffentliche und private Fürsorge
Die Zeitschrift Nachrichtendienst des Deutschen Vereins für öffentliche und private Fürsorge (NDV) erscheint monatlich im DIN-A4-Format mit einem Umfang von mindestens 32 Seiten sowie einem Anzeigenteil und Stellenmarkt. Herausgeber ist der Deutsche Verein für öffentliche und private Fürsorge (DV).
Der NDV enthält aktuelle Abhandlungen, Berichte und Informationen aus allen Bereichen der sozialen Arbeit, insbesondere zu den Themen Sozialhilfe, Jugendhilfe, Gesundheitshilfe, Altenhilfe und Hilfen für behinderte Menschen. Außerdem enthält der NDV regelmäßig Mitteilungen aus der Facharbeit des Deutschen Vereins (z. B. Gutachten und Empfehlungen), persönliche Nachrichten sowie Buchbesprechungen.
Der Nachrichtendienst ist als Fachzeitschrift der Sozial- und Jugendhilfe eine zentrale Informationsquelle für alle, die in der öffentlichen Wohlfahrtspflege oder in sozialen Organisationen arbeiten oder sich über aktuelle Entwicklungen im Sozialbereich auf dem Laufenden halten wollen. Als Mitteilungsorgan des Deutschen Vereins informiert der NDV über Weiterentwicklungen in Sozialpolitik, Sozialrecht und sozialer Arbeit, wie sie in seinen Fachgremien beraten werden.

## Schriftleitungen und Chefredaktionen (Auswahl)
- bis 5/1936: Wilhelm Polligkeit (1876–1960)
- ab 6/1936: Günther Roestel (1908–1986)
- aktuell: Ralf Mulot